# Sassia remensa
Sassia remensa is een slakkensoort uit de familie van de Cymatiidae. De wetenschappelijke naam van de soort werd voor het eerst geldig gepubliceerd in 1936 door Tom Iredale als Phanozesta remensa.